# Мизочский хлебный завод
Мизочский хлебный завод — бывшее предприятие пищевой промышленности в посёлке Мизоч Ровненского района Ровенской области Украины.

## История
В ходе Великой Отечественной войны 27 июня 1941 года Мизоч был оккупирован наступавшими немецкими войсками. 4 февраля 1944 года он был освобождён советскими войсками. Весной 1944 года исполком утвердил решение о восстановлении райцентра. В соответствии с четвёртым пятилетним планом восстановления и развития народного хозяйства СССР в райцентре был открыт районный пищекомбинат, который был введён в эксплуатацию в 1946 году (комбинат имел мощности по выпечке хлеба, а в дальнейшем освоил изготовление пряников и печенья).
В связи с увеличением численности населения района, в соответствии с восьмым планом развития народного хозяйства СССР в Мизоче был построен новый хлебозавод, который был введён в эксплуатацию в 1971 году.
В целом, в советское время хлебный завод входил в число ведущих предприятий посёлка.
После провозглашения независимости Украины завод перешёл в ведение Государственного комитета пищевой промышленности Украины. В дальнейшем, завод был преобразован в кооперативное предприятие, однако в связи с повышением налогов в 1990-е годы был признан банкротом и прекратил своё существование.

## Деятельность
Предприятие производило хлеб и хлебобулочные изделия, основной продукцией являлся формовой хлеб.